# Frühlings-Krokus
Der Frühlings-Krokus (Crocus vernus), auch Frühlings-Safran genannt, ist eine Pflanzenart aus der Gattung der Krokusse (Crocus) innerhalb der Familie der Schwertliliengewächse (Iridaceae).

## Beschreibung und Ökologie

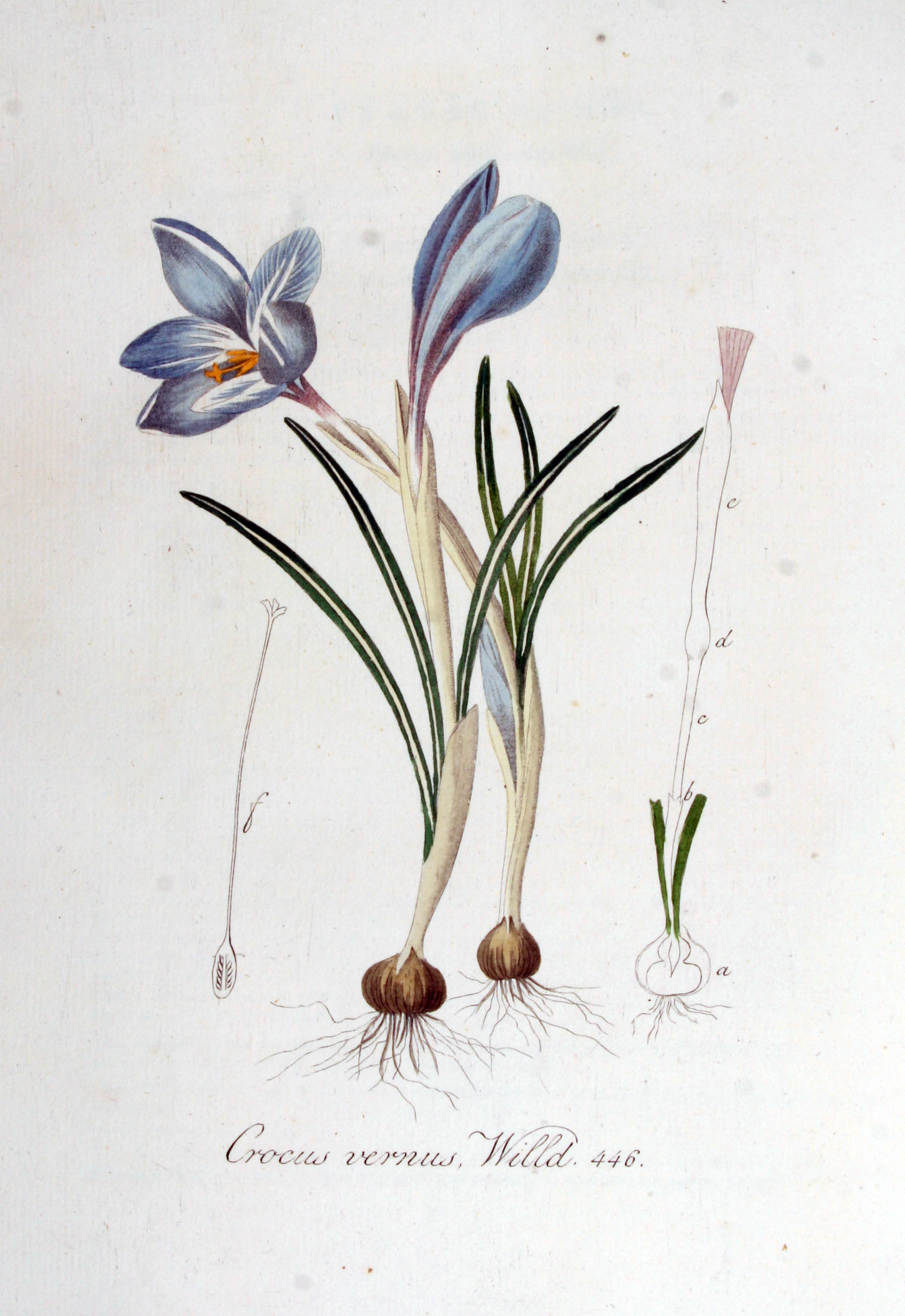
Illustration von Crocus vernus s. str. aus Flora Batava, Volume 6

### Vegetative Merkmale
Der Frühlings-Krokus wächst als ausdauernde krautige Pflanze und erreicht Wuchshöhen von 5 bis 15 Zentimetern. Dieser Geophyt bildet Knollen als Überdauerungsorgane aus. Die Pflanze bildet jedes Jahr eine neue kugelige Knolle, die der alten jeweils aufsitzt. Dieser Fortpflanzungsprozess erfolgt in drei Schritten. Zuerst existiert sie als Knospe in der Schale der Mutterknolle. Im darauffolgenden Jahr bildet sie sich zur selbstständigen Knolle weiter, während die Mutterknolle nach und nach abstirbt. Nach drei Jahren treibt sie selbst Blüten und hinterlässt neue Knospen.
Die Laubblätter sind grundständig und grasartig schmal mit einem weißen Mittelnerv und nach unten gerollten Rändern. Diese sind zur Blütezeit meist noch nicht voll entwickelt. Die Laubblätter haben eine Bohrspitze aus verdickten Zellen zum Durchstoßen der Schneedecke.

### Generative Merkmale
Die aufrechten Blüten reagieren schon auf Temperaturschwankungen von 0,2 °C und schließen schon bei größeren vorbeiziehenden Wolken und haben nur ein häutiges Hochblatt. Die Blütenfarbe ist weiß bis violett, teils mit violetten Streifen (Albiflorus- und Sarplaninae-Gruppe), teils mit dunkler Markierung der Perigonspitzen (Heuffelianus- und Sarplaninae-Gruppe, selten Crocus tommasinianus). Die Blütenhüllblätter sind am Grund röhrig verwachsen und bilden einen zwei bis fünf Zentimeter langen Trichter. Der Frühlings-Krokus besitzt drei Staubblätter mit gelbem Blütenstaub sowie einen Griffel mit drei Narbenlappen (selten kopfig bei Crocus albiflorus), der Griffel ist meist länger, nur bei Crocus albiflorus meist kürzer als die Staubblätter. Die Blütezeit ist von März bis Juni, in Schneetälchen selten bis Anfang August.

## Systematik

### Unterarten nach Mathew

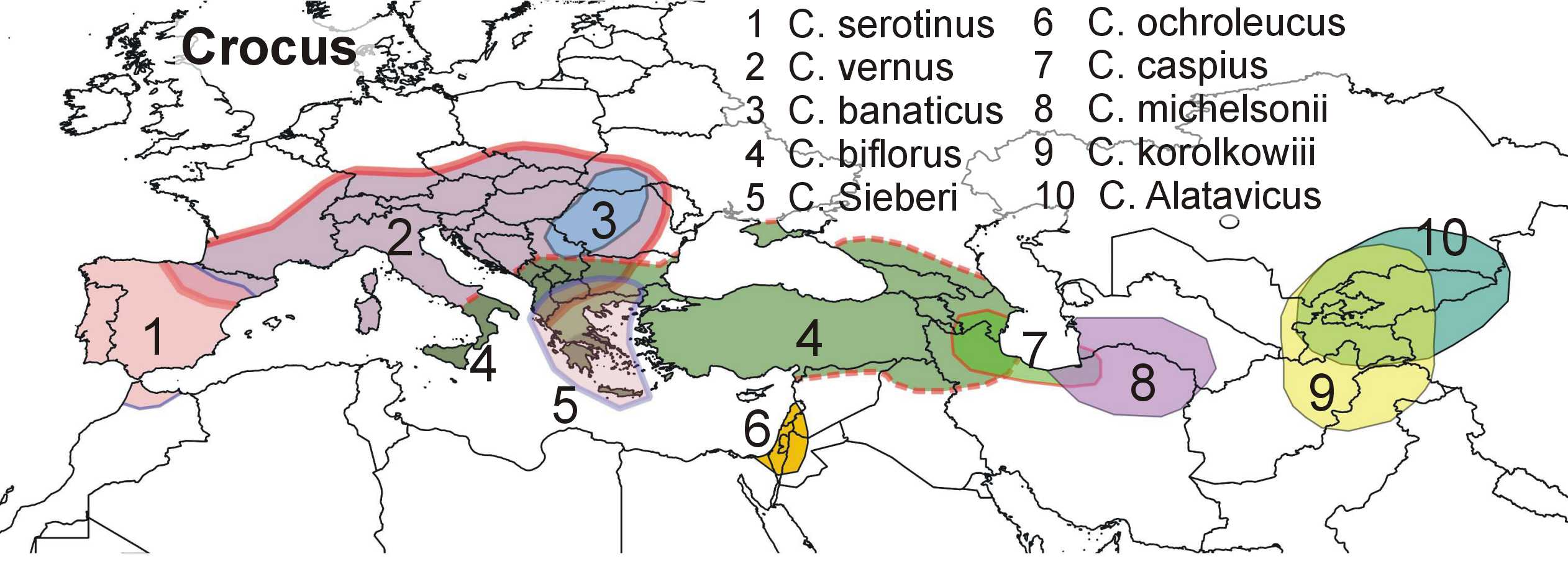
Verbreitungskarte von zehn Arten der Gattung Crocus in Europa und Asien. (Versuch auf Grundlage der in Wikipediaartikeln angegebenen Beschreibung en, de, fr, ru, es.)

Nach Brian Mathew 1982 werden zwei Unterarten unterschieden:
- Die Unterart Crocus vernus subsp. vernus hat meistens violette Blüten und die Staubblätter überragende Griffel.
- Die Unterart Crocus vernus subsp. albiflorus (Kit. ex Schult.) Ces. besitzt weiße bis violette, oft gestreifte Blüten mit von den Staubblättern überragten Griffeln.

Brian Mathew selbst gibt an, dass die „Art“ Crocus vernus vermutlich zu weit gefasst ist und aus mehreren „guten“ Arten besteht, allein Morphologie und Karyologie seien nicht unter einen Hut zu bringen.

### Teilgruppen nach Dietrich
Gregor Dietrich 2002 kommt zu dem Schluss, dass die bisher von Crocus vernus abgegrenzte Art Crocus tommasinianus in die Artengruppe einer Sammelart miteinzubeziehen ist, die in vier gleichwertige Teilgruppen zerfällt. Genetische Analysen, die seine Thesen bestätigen, fehlen jedoch zurzeit noch:

#### Östliche Gruppe

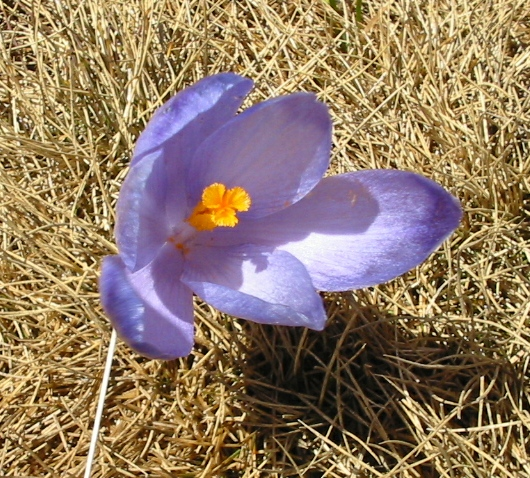
Crocus exiguus bei Brânduşă, Rumänien

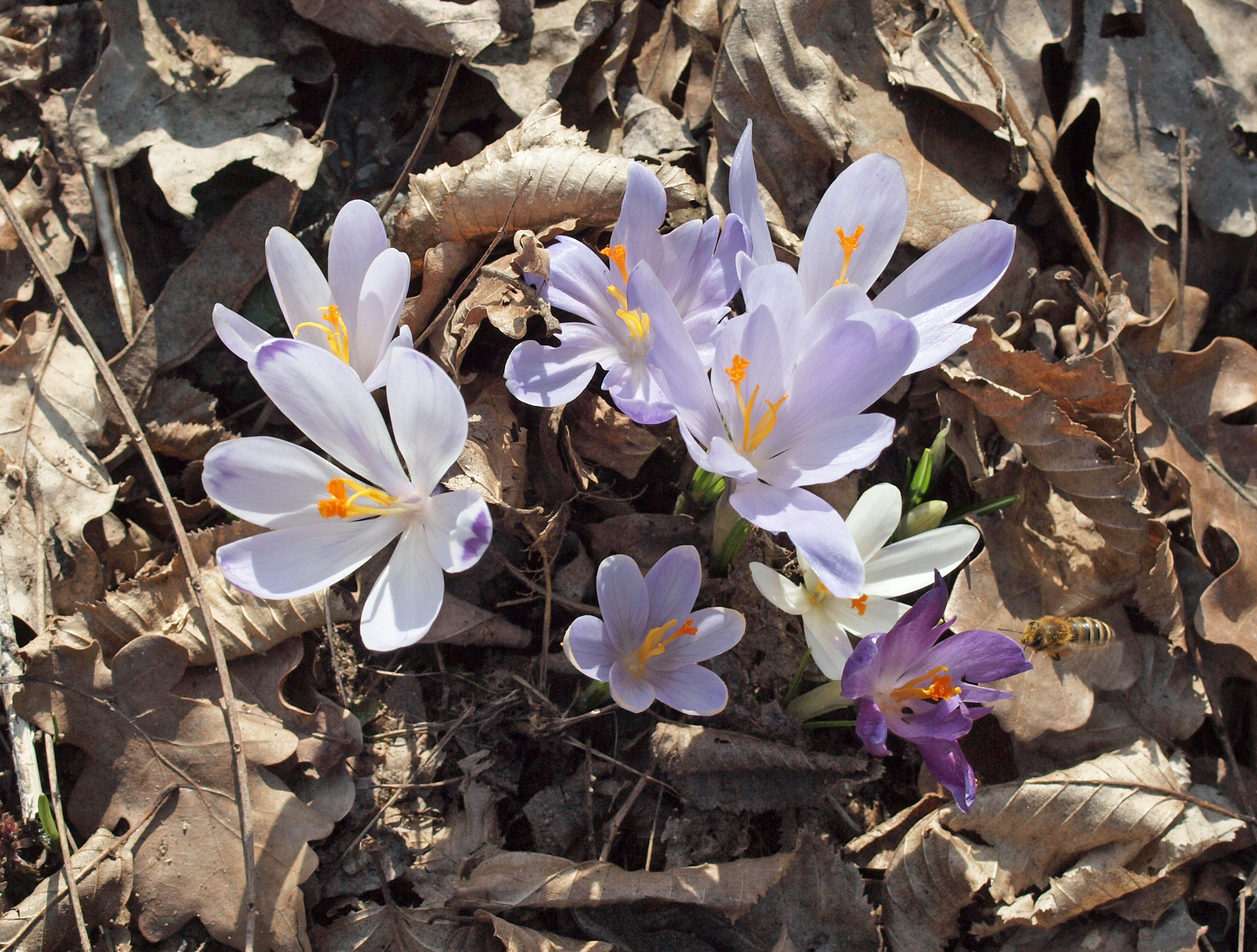
Crocus exiguus, Murauen bei Mureck, Steiermark

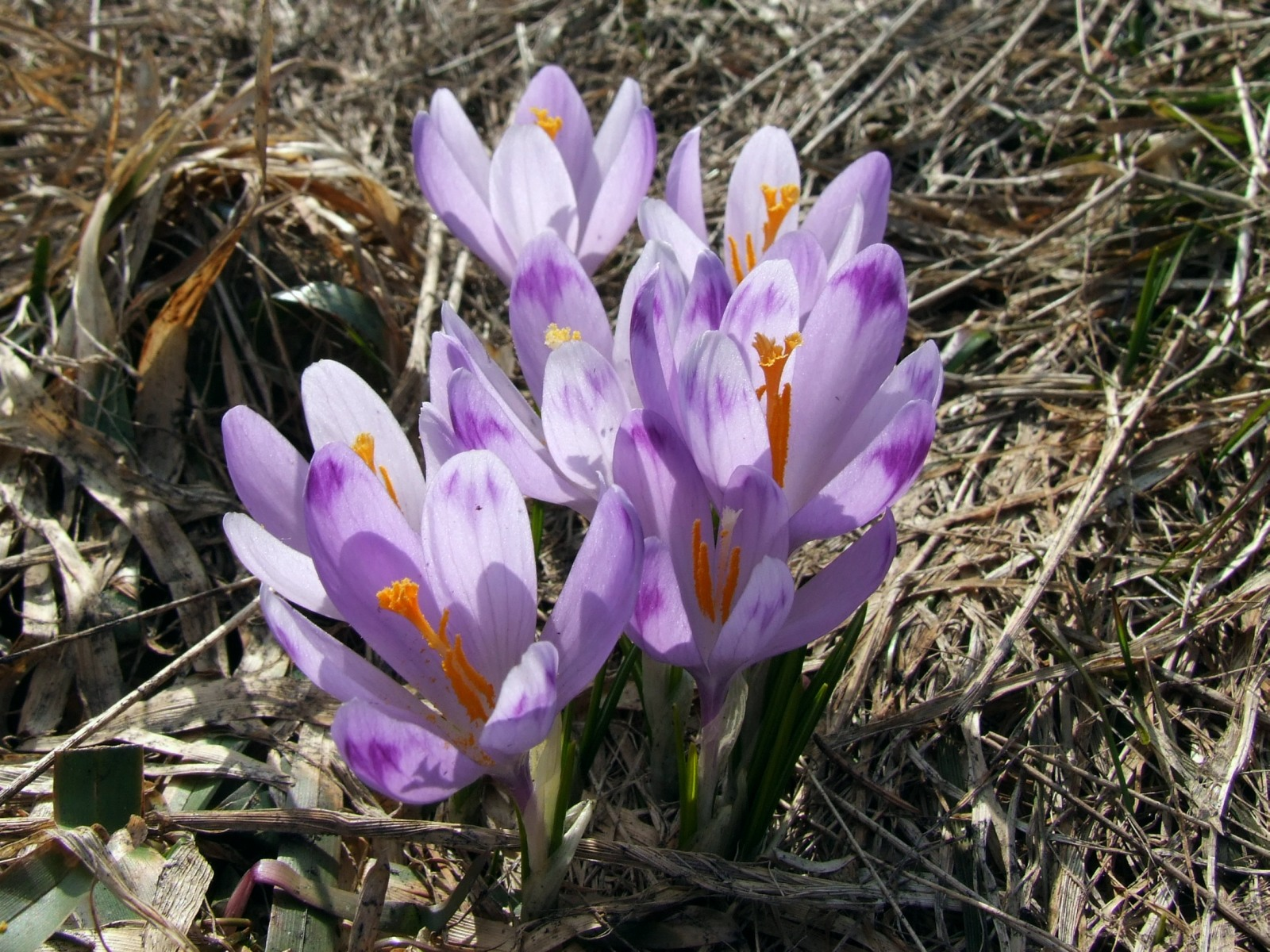
Crocus discolor (= Crocus scepusiensis) bei Hala Długa, Gorce

Merkmale: dunkle Markierung an den Tepalenspitzen (Heuffelianus-Zeichnung, vermutlich altes Merkmal (Plesiomorphie), tritt auch bei Crocus veluchensis auf, was immer wieder zu Verwechslungen geführt hat), keine Aderung, Knollen mit basalen, kurzen „Ausläufern“, Chromosomenbasiszahl x = 5, anscheinend alte Gruppe innerhalb des Aggregats. Arten:
- Crocus heuffelianus – Heuffel- oder Eichenwald-Safran: Blüten groß, Markierungen sehr kontrastreich, Blätter sehr breit (7–14 mm), n=x=5, 2n=10, diploid

Habitat: Eichen-Hainbuchen-Wälder, im Norden des Verbreitungsgebietes (keine konkurrierenden Arten) auch Wiesen (dort Laub zur Blütezeit noch schmal).
Areal: vom Banat innerhalb des Karpatenbogens bis östlichstes Ungarn, östliche Slowakei und nördlich in der Ukraine über die Waldkarpaten hinaus.
- Crocus sp. 'Cakor Pass': Blüten klein, Markierungen sehr kontrastreich, Blätter schmal (2 mm), n=x+1=6, 2n=12, aneuploid (hyperploid)

Verhält sich zu Crocus heuffelianus etwa so wie Crocus albiflorus zu Crocus purpureus, also als alpine Zwergform der Stammsippe.
Habitat: subalpine Rasen
Areal: Montenegrinisch-serbisches Grenzgebirge, derzeit nur vom Čakorpass bekannt.
Diese Sippe ist interessanterweise im Herbar, photographisch und durch Chromosomenzählungen vom bisher bekannten Fundort gut dokumentiert.
- Crocus discolor (Crocus scepusiensis, Tatra-Safran): Blüten groß, Markierungen meist wenig kontrastreich, Blätter schmal bis mittelbreit (2–5 mm), n=2x-1=9, 2n=18, hypoautotetraploid (aneuploid-tetraploid)

Aus Prioritätsgründen muss der bekanntere Name Crocus scepusiensis aufgegeben werden.
Habitat: subalpine bis montane Grasländer
Areal: Nordwestliche Karpaten – östliches Tschechien, südliches Polen, Slowakei
- Crocus exiguus (Crocus vittatus, Crocus veluchensis auct., Crocus uniflorus, Crocus napolitanus auct., Illyrischer oder Pontischer Krokus, Illyrien-Safran): Blüten groß, Markierungen meist mäßig kontrastreich, Blätter schmal bis mittelbreit (2–7 mm), n=x+y=9, 2n=18 (n=x+y+1=10, 2n=20), allotetraploid (amphidiploid)

Eigentlich nicht dieser Gruppe zuzuordnen, sondern hybridogen entstanden aus Crocus heuffelianus × Crocus albiflorus, aber morphologisch und geographisch hierher passend; junge Art, karyologisch sehr variabel (Chromosomenmorphologie, wohl auch Bänderung) bis instabil (Aneuploidie)
Habitat: subalpine Rasen (Uniflorus-/Veluchensis-Typ, blüht vor Laubentfaltung), Wiesen (Exiguus-Typ, Laub schmal) und Buchenwälder (Vittatus-Typ, breitblättrig)
Areal: von den östlichen Karpaten über die Balkanhalbinsel (im Süden bis Albanien) bis in die südöstlichen Alpen. Kommt in Österreich in der südlichen Steiermark und in Kärnten vor.

#### Westliche Gruppe

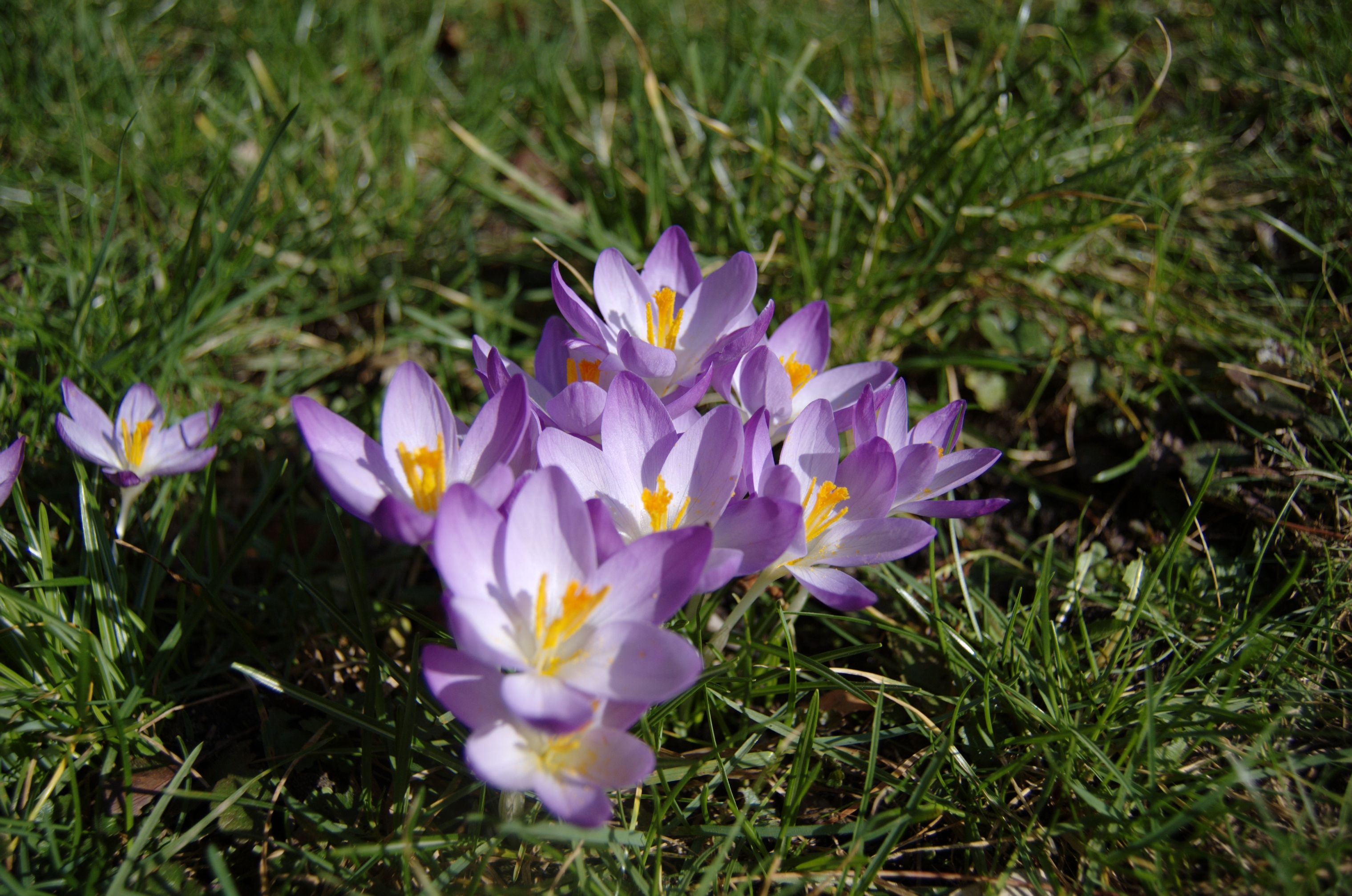
Crocus vernus s. str.

Merkmale: Blüten ohne Spitzenmarkierung, aber oft dunkler geadert, ohne Ausläufer; Chromosomenbasiszahl y=4, vermutlich junge Gruppe, da karyologisch relativ instabil

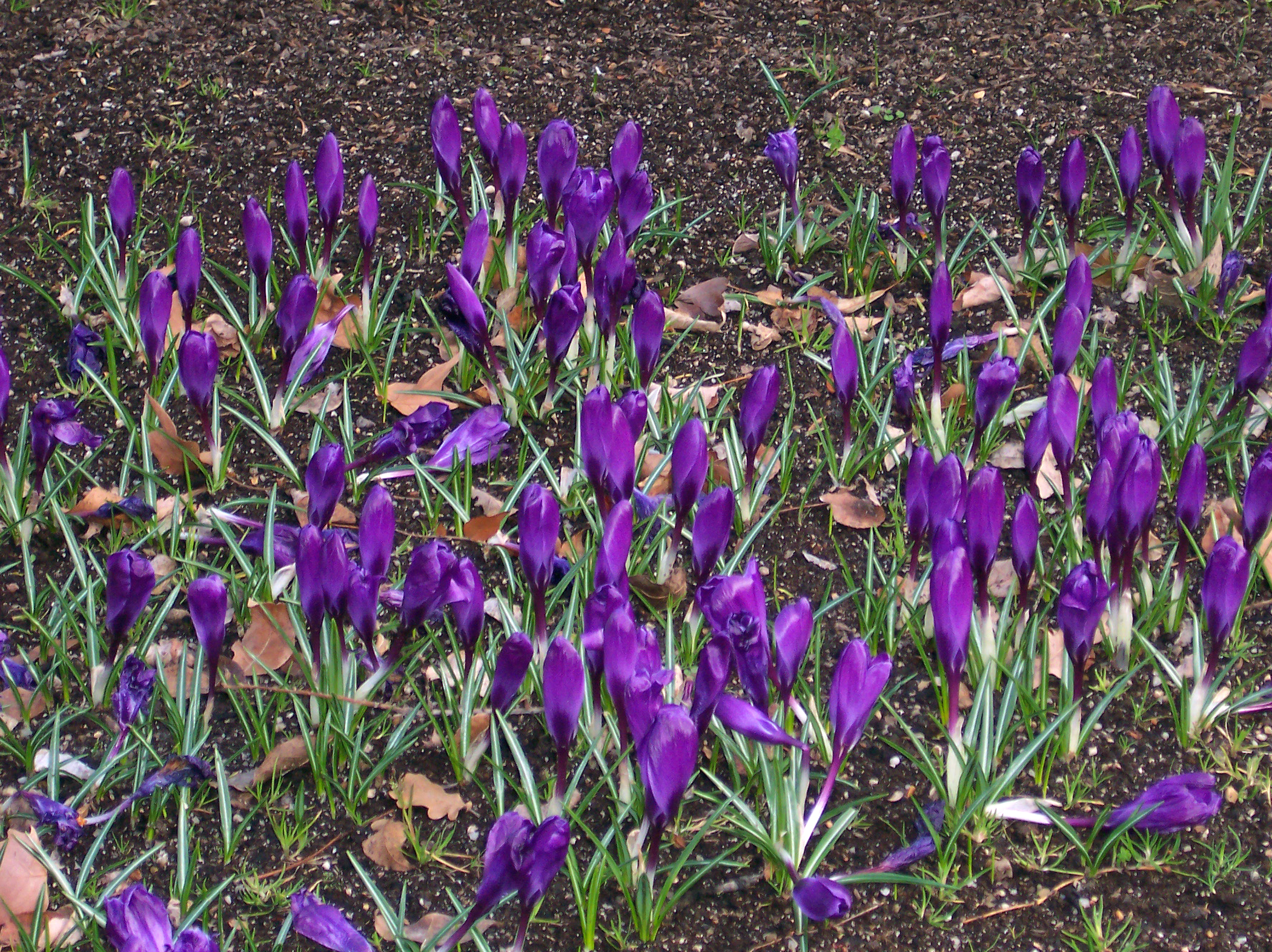
Crocus purpureus grandiflorus im Botanischen Garten Madrid

- Crocus purpureus (Crocus napolitanus, Neapel-Safran): Blüten mittelgroß, violett, meist schwach geadert, Griffel die Staubblätter meist überragend, Pollen regulär, n=y=4, 2n=8, diploid, regulär aber variabel (C-Bänderung etc.)

Diese Sippe gelangte aus Neapel zu Clusius nach Wien, wo sie als Zierpflanze Verbreitung fand und in Niederösterreich verwilderte und sich einbürgerte. Clusius nannte sie Crocus purpureus grandiflorus (großblütig im Verhältnis zum heimischen C. albiflorus und den damals kultivierten Crocus biflorus und Crocus flavus). Der erste binäre Name für die Clusius-Pflanzen ist Crocus purpureus, doch wurden die Namen von Weston unberechtigterweise als nicht regelkonform angesehen und der spätere, sich ebenfalls auf die Pflanzen aus Neapel von Clusius beziehende Name Crocus napolitanus als gültig erkannt. Da mittlerweile sämtliche anderen Weston-Namen anerkannt sind, gibt es keine Gründe, an der Regelkonformität von Crocus purpureus zu zweifeln. Die einzige Möglichkeit, Crocus napolitanus zum gültigen Namen zu erklären, wäre eine Konservierung durch die Nomenklaturkommission – das wäre auch bei Crocus scepusiensis sinnvoll. Als Gartensorte möglicherweise hierher gehörend 'Ruby Giant’ (im Handel als Crocus tommasinianus, was sie keinesfalls ist).
Habitat: Wiesen und lichte Wälder (Hainbuche, Hopfenbuche, Eiche)
Areal: südliches und östliches italienisches Binnenland südlich der Po-Ebene und Teile der Balkanhalbinsel (bisher nachgewiesen vom Velebit ostwärts bis zu den Plitwitzer Seen und nördlich bis Karlovac); Eingebürgert in Niederösterreich. Die auf einem anderen Verbreitungsweg nach Norddeutschland, unter anderem nach Husum gelangten Crocus napolitanus gehören der tetraploiden Art Crocus vernus s. str. an.

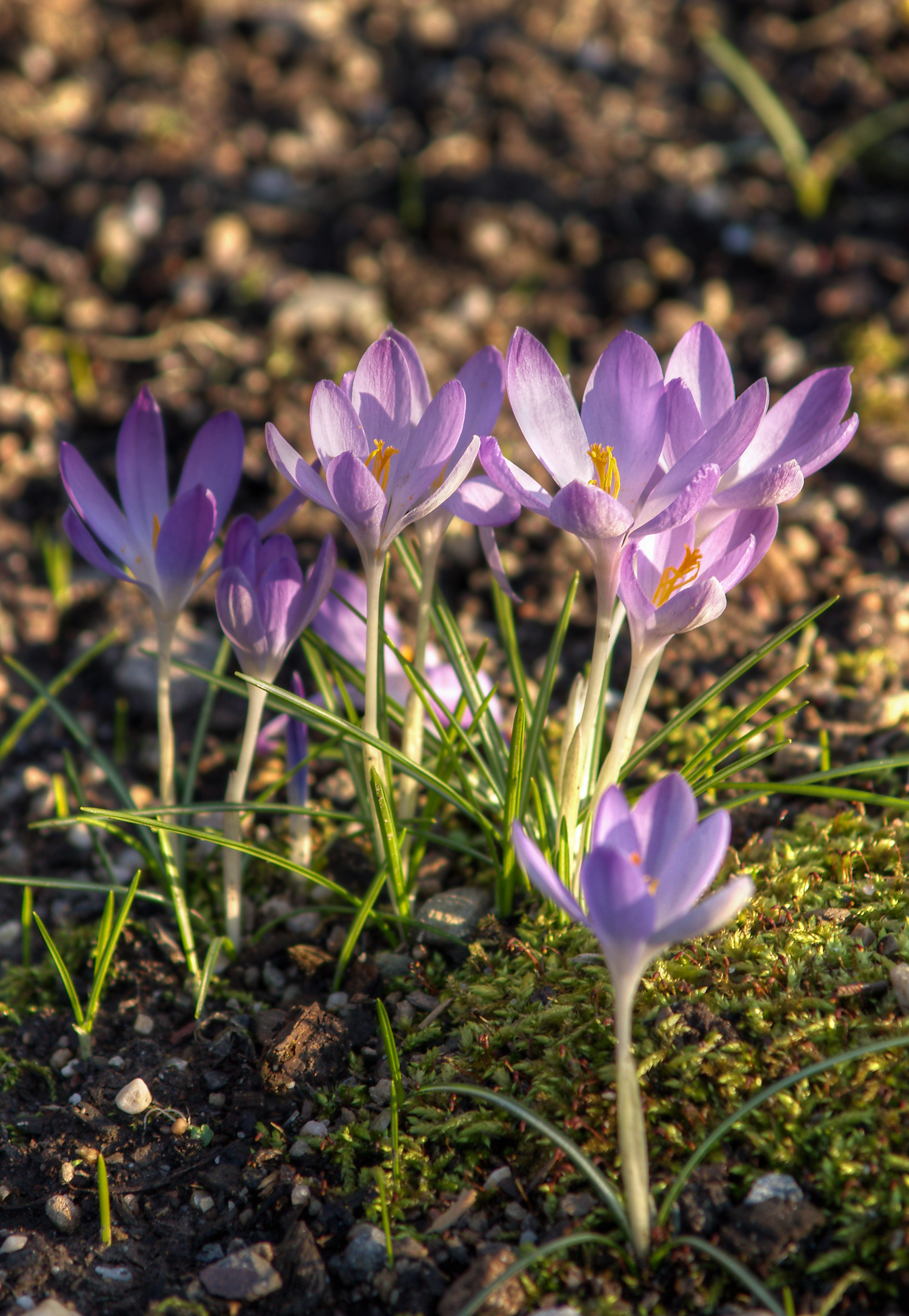
Crocus tommasinianus

- Crocus albiflorus (Alpen-Safran): Blüten klein, weiß bis violett, häufig dunkler geadert, sehr variabel, Griffel meist von den Staubblättern überragt (langgriffelige Populationen etwa im Burgenland und östlicher Steiermark), Pollen irregulär (Ausnahme: „Crocus vilmae“ aus Sarajevo, violett blühend), autogam, Blüten die Laubblätter weit überragend, n=y=4, 2n=8, diploid, variabel, meist irregulär: 4. Chromosomenpaar ungleich

Abkömmling von Crocus purpureus mit Übergang zur Autogamie sowie eingeschränkter Fertilität.
Habitat: subalpine, selten bis colline, frische bis feuchte Rasen – auf der Balkanhalbinsel auch Populationen an wechseltrockenen Standorten.
Areal: vorwiegend tertiärer Faltengebirgsgürtel von den Pyrenäen über die Alpen östlich bis zum Günser Gebirge bis auf die Balkanhalbinsel südlich bis Albanien – daneben vereinzelt Massif Central, Jura, Elsass, Böhmische Masse. Laut Literatur kommt die Art auch auf dem Apennin vor, was sich anhand von Herbarbelegen nicht verifizieren lässt.
Crocus albiflorus bevorzugt frische, feuchte Böden, Wiesen und Weiden in Höhenlagen von 600 bis 2700 Metern, wo sie oft bestandsbildend (Krokuswiese) auftritt. Benötigt relativ nährstoffreiche (gedüngte) Wiesen, auch in Lägerfluren. Das Verbreitungsgebiet umfasst Alpen, Jura, Massif Central, Pyrenäen und die Balkanhalbinsel, fehlt aber am Balkan selbst.
Die ökologischen Zeigerwerte nach Landolt & al. 2010 sind in der Schweiz: Feuchtezahl F = 3w (mäßig feucht aber wechselnd), Lichtzahl L = 4 (hell), Reaktionszahl R = 4 (neutral bis basisch), Temperaturzahl T = 2+ (unter-subalpin und obermontan), Nährstoffzahl N = 4 (nährstoffreich), Kontinentalitätszahl K = 3 (subozeanisch bis subkontinental).

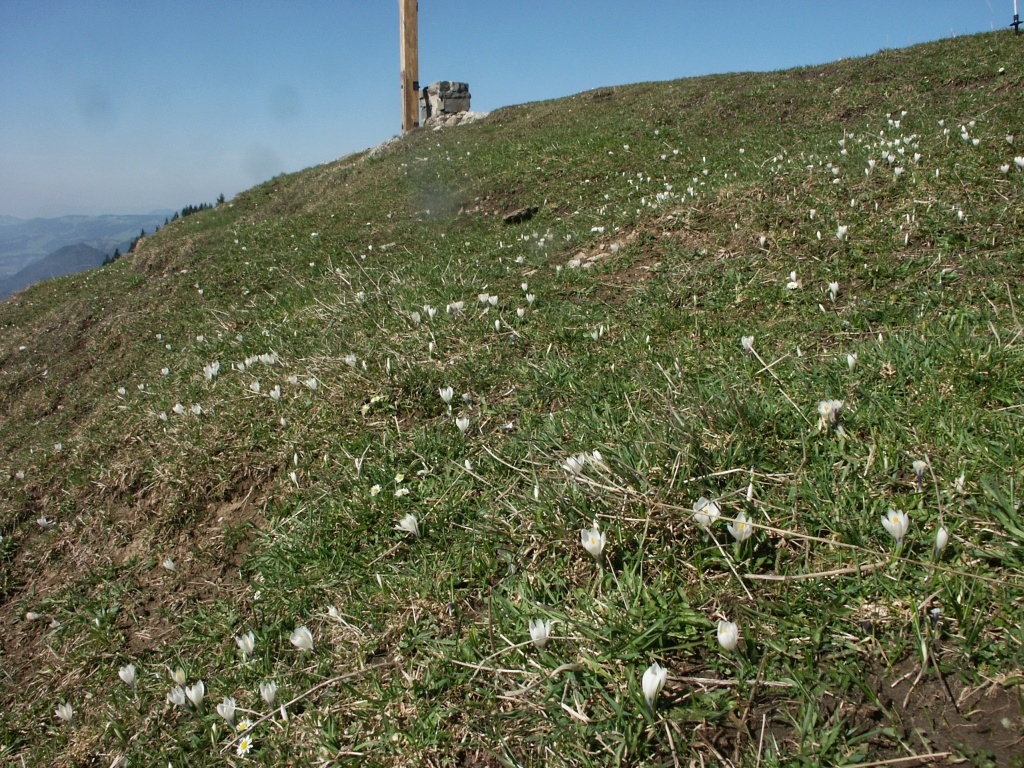
Crocus albiflorus, Habitat (Allgäuer Alpen)
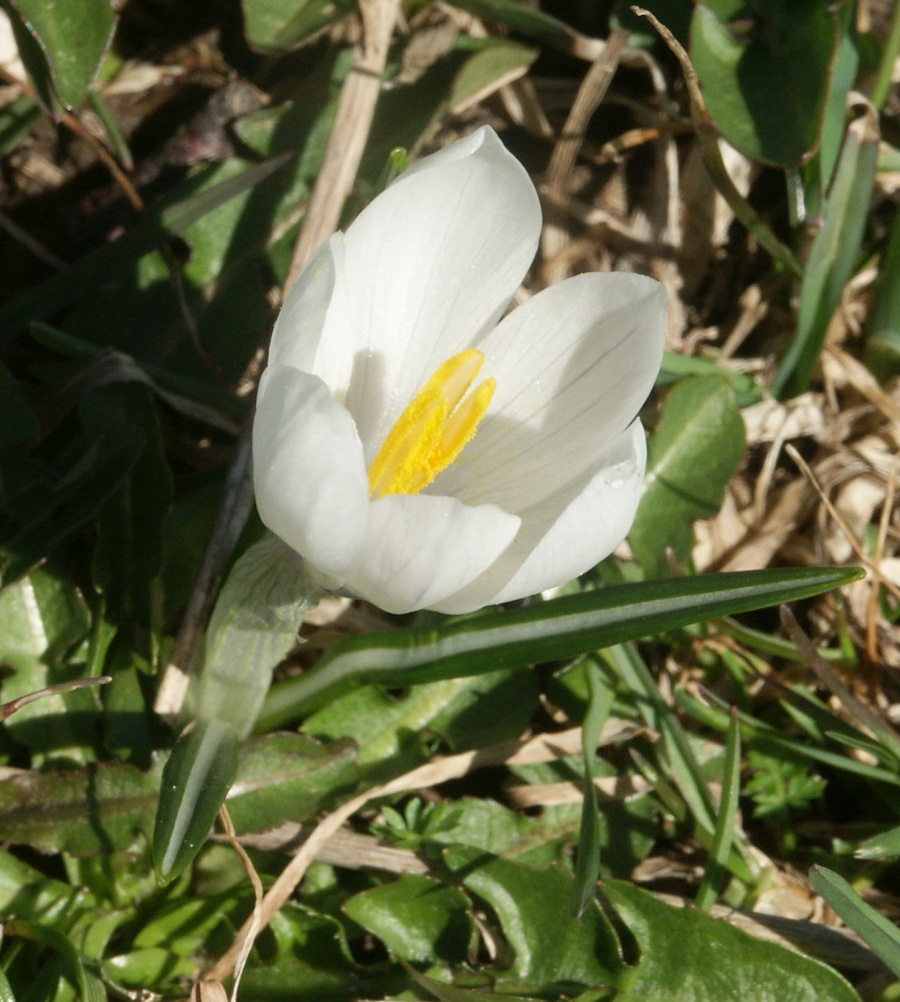
Crocus albiflorus, Blüte
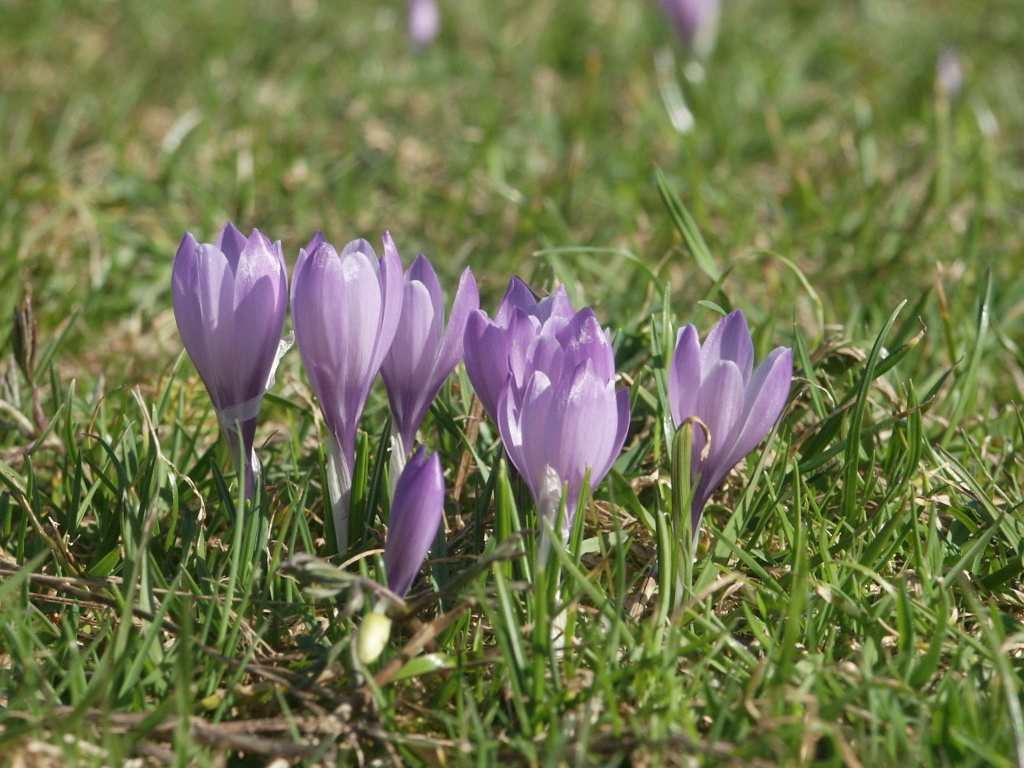
Crocus albiflorus
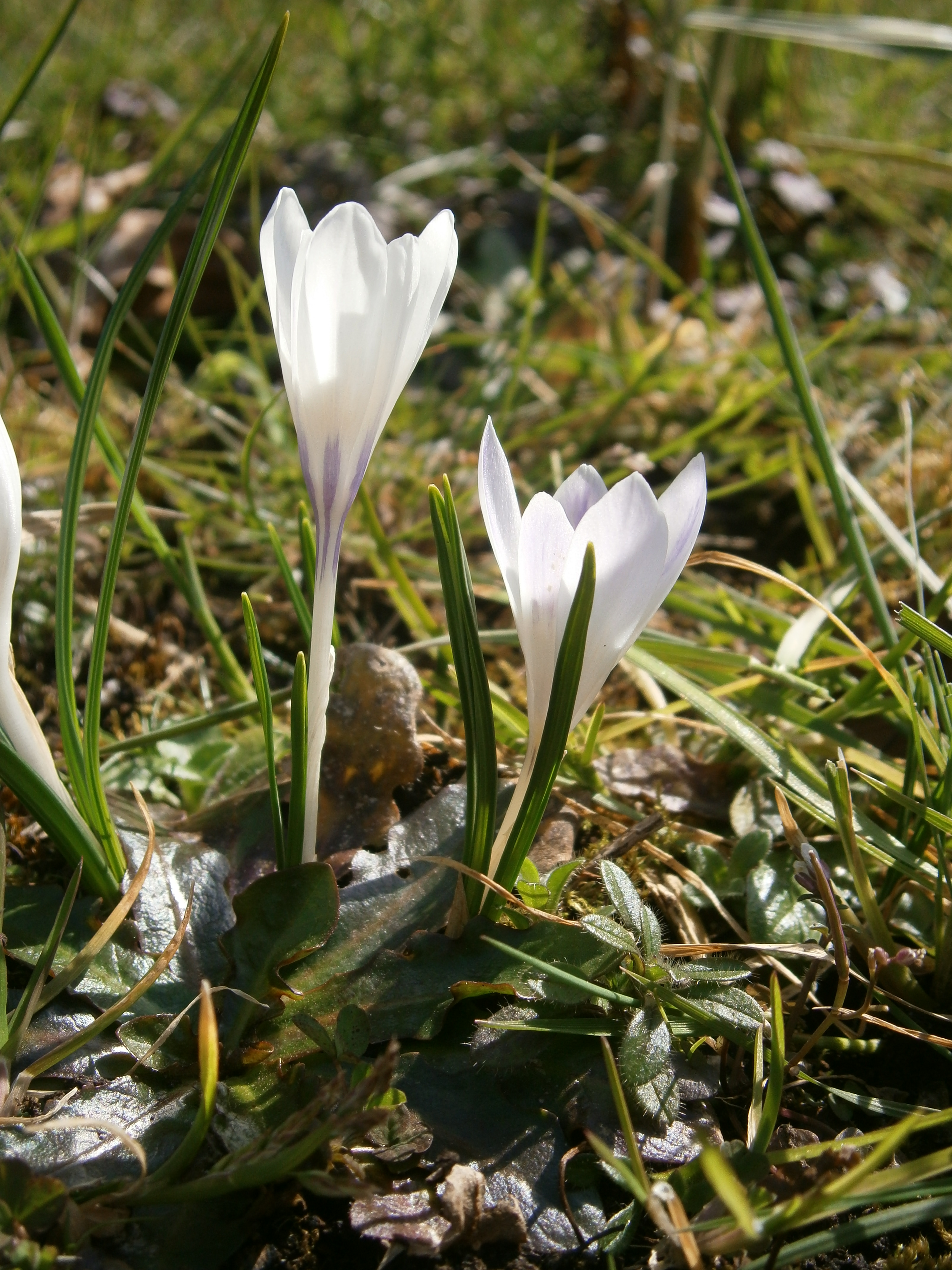
Crocus albiflorus in einem Sammlungsgarten

- Crocus siculus (Sizilien-Safran): Blüten klein, weiß bis violett, mitunter dunkler geadert, Griffel von den Staubblättern überragt, Pollen regulär, vermutlich autogam, Laubblätter mehr als halb so lang wie die Blüten bis diese überragend, n=y=4, 2n=8, diploid, regulär

Habitat: obermontane bis subalpine Rasen
Areal: Sizilien
- Crocus vernus s. str. (Crocus napolitanus auct., Garten- oder Frühlings-Safran): Blüten groß, weiß bis violett, manchmal geadert, Griffel die Staubblätter überragend, Pollen regulär (Ausnahme: aneuploide Individuen/Gartensorten), n=2y=8, 2n=16, tetraploid, regulär, aber Neigung zur Aneuploidie (sehr großblütige Gartensorten), nicht direkt von einer rezenten diploiden Sippe abstammend (Chromosomenmorphologie einzigartig).

Diese Sippe dürfte etwa zur selben Zeit wie Crocus purpureus in Westeuropa in Kultur genommen worden sein und, als Clusius nach Leiden ging, dort schon als Zierpflanze in Gebrauch gewesen sein, weswegen Clusius’ kleinerblütiger „Purpureus Grandiflorus“ keine Chancen hatte. Die Großblütigkeit führte aber zu verbreiteter Verwechslung mit dem unter Berufung auf Clusius als großblütig bezeichneten Crocus napolitanus.
Habitat: colline bis hochmontane Wiesen, lichte Wälder
Areal: nordwestliche Apenninenhalbinsel (südlichster nachgewiesener Fundort: Pisa) bis Südwestalpen; eingebürgert im Elsass, in Baden-Württemberg bei Zavelstein, bei Husum, im Isergebirge etc. Nach genetischen Untersuchungen von 2015 gehört das Vorkommen bei Zavelstein in Baden-Württemberg zur Art Crocus neglectus Peruzzi & Carta, einer 2014 erstbeschriebenen Art, die im nordwestlichen Italien beheimatet ist.

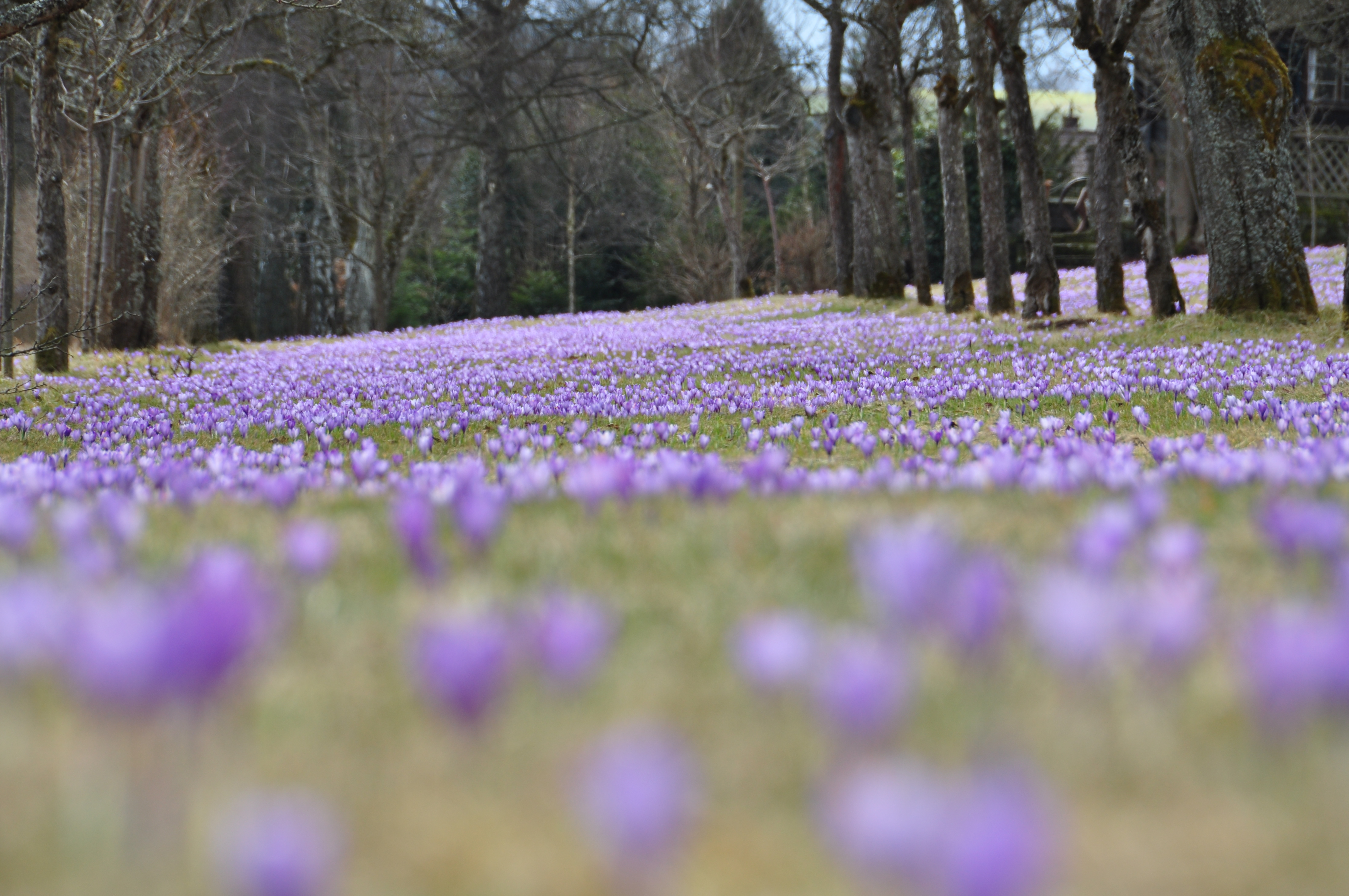
Massenhaftes Auftreten von Crocus neglectus, Zavelstein, Baden-Württemberg
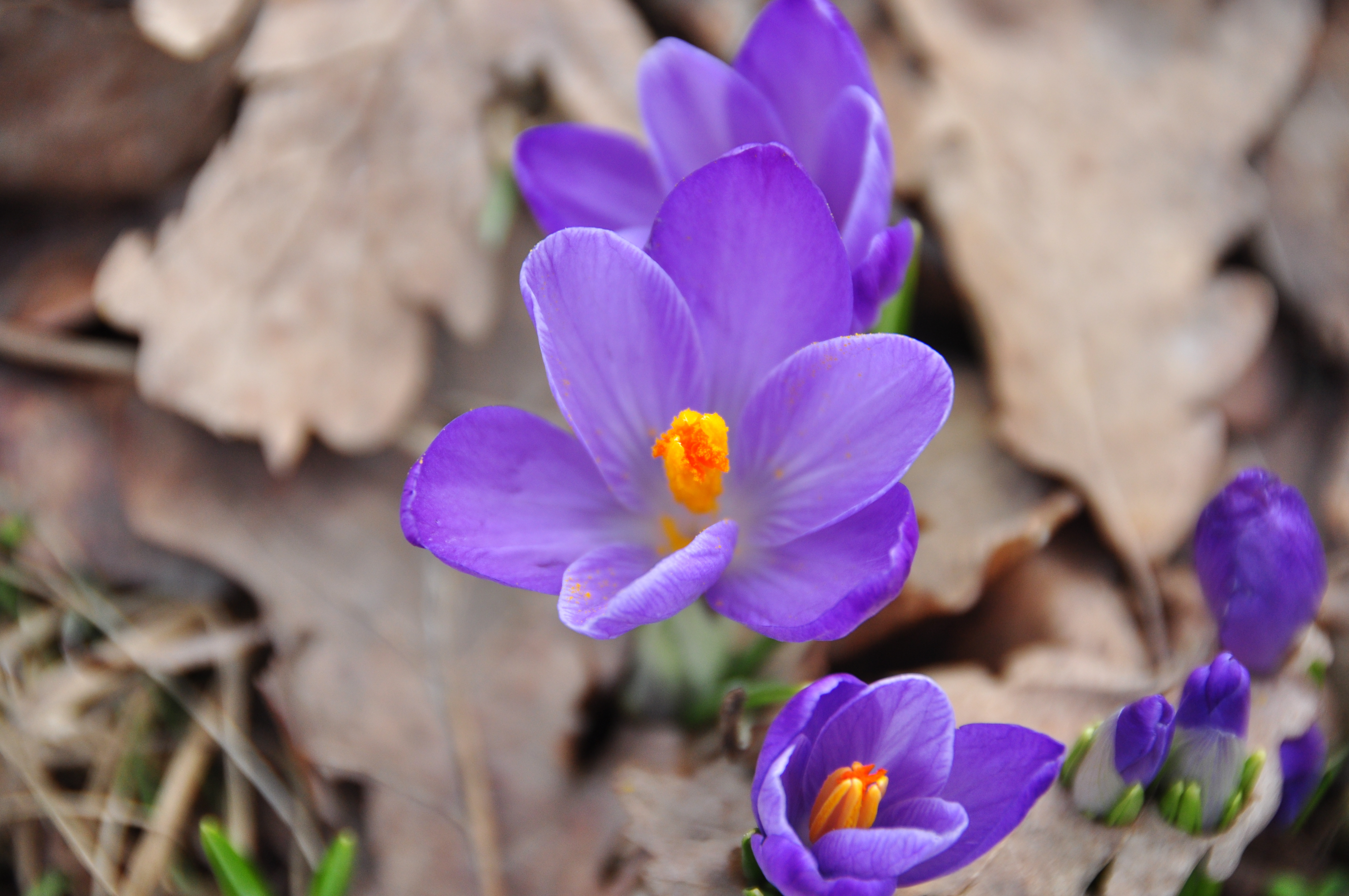
Einzelblüte von Crocus neglectus, Zavelstein, Baden-Württemberg

#### Balkanische Gruppe
- Crocus tommasinianus (Elfen-Krokus): Blüten mittelgroß, violett, meist ohne Zeichnung, nur Perigonröhre heller als die Perigonzipfel, diese selten mit Heuffelianus-Zeichnung (Introgression von Crocus exiguus?); n=2y=8, 2n=16, tetraploid

Habitat: unterschiedliche Waldtypen
Areal: lückiges Areal auf der Balkanhalbinsel von Ungarn bis Montenegro, von Kroatien bis Bulgarien (dort einzige Art der Vernus-Gruppe)

#### Südliche Gruppe
- Crocus „sarplaninae“ nom. nud.: Blüten mittelgroß, violett, äußere Tepalen mit Heuffelianus-Zeichnung, innere etwas geadert, 2n = 22 (hexaploid?)

Ältere „paläopolyploide“ Reliktsippe oder neuere hybrodogene Entstehung? Wohl entweder die älteste (basale) oder jüngste Sippe der Vernus-Gruppe inkl. Crocus tommasinianus
Chromosomenmorphologisch sind alle drei anderen Gruppen der Vernus-Gruppe erkennbar: Heuffelianus-, Napolitanus- und Tommasinianus-typische Chromosomen
Habitat: Wiesen – ob nur?
Areal: bisher nur mehrfach entlang der Straße Tetovo–Urosevac, genaues Areal unbekannt.

### Hybriden

#### Hybridschranken
Weder am Naturstandort noch bei eingebürgerten Populationen noch im Kreuzungsversuch in Kultur konnte Crocus vernus s. str. × Crocus albiflorus nachgewiesen werden. Diese genetische Barriere von Crocus vernus gilt wohl auch gegenüber Crocus purpureus und Crocus siculus.

#### Naturhybriden
- Crocus ×fritschii = Crocus exiguus × Crocus albiflorus: In gemischten Populationen regelmäßig bis häufig (auf der Ucka in Istrien etwa 50 % der Croci), trotz 2n = 13 in der F1 fertil, durch häufige Rückkreuzungen alle morphologischen Übergänge.

- Sarplanina-Hybride: morphologisch Crocus exiguus gleichende Pflanze, zwischen Crocus „sarplaninae“ gefunden, mit 2n=23, ohne homologe Chromosomenpaare. Eltern fraglich, Einzelexemplar dokumentiert.

Dem Areal nach mögliche, bisher nicht nachgewiesene Naturhybriden:
- Crocus heuffelianus × Crocus discolor: durch ökologische Trennung unwahrscheinlich;
- Crocus heuffelianus × Crocus exiguus: scheint möglich;
- Crocus purpureus × Crocus albiflorus: natürliche Hybriden sind möglich, sie wurden in Niederösterreich bei einer angesalbten Population beider Arten gefunden (etwa 1 % der gemischten Population). Zumindest im Velebit (Typusfundort von Crocus albiflorus) kommen beide gemeinsam vor.
- Crocus exiguus × Crocus tommasinianus: entstehen etwa Crocus tommasinianus mit Heuffelianus-Zeichnung (etwa 'Pictus’) durch Introgression von Crocus exiguus?
- Crocus exiguus × Crocus „sarplaninae“, Crocus tommasinianus × Crocus „sarplaninae“

#### Kulturhybriden
- Crocus vernus × Crocus tommasinianus: mehrfach entstanden, als Sorte etwa die triploide 'Vanguard'

## Trivialnamen
Für den Frühlings-Krokus bestehen bzw. bestanden auch die weiteren deutschsprachigen Trivialnamen Bischoffskrokus, Blümischken (Kärnten im Mölltal), Brennwürzli (Schweiz, Entlibuch), Burzigebeln (Zillertal), Burzigackeln (Zillertal), Burzigagelar (Zillertal), Burzigageln (Zillertal), Fuatterreif (Graubünden bei Davos), Guggasli (St. Gallen im Rheintal), Hutreif (Schweiz), Kälberschissen (Berner Oberland), Krokasli (St. Gallen), Krokusle (Berner Oberland), Leffrat, Leifrat (Jura), Saferntblümli (Berner Oberland), Wald Saffer (Siebenbürgen), Saffran, Schneeblümel (Österreich, Kärnten, Pinzgau, Pongau), Schneeglöcklein (Graubünden), Schneekatherl (Österreich), Schneekraut (Berner Oberland), Vater und Mutter (Kärnten im Gailtal) und Kleine Zeitlose (St. Gallen bei Sargans).